# Саннинська сільська рада
Са́ннинська сільська рада (рос. Саннинский сельский совет) — муніципальне утворення у складі Благовіщенського району Башкортостану, Росія. Адміністративний центр — село Саннинське.

## Населення
Населення — 460 осіб (2019, 476 в 2010, 656 2002).

## Склад
До складу поселення входять такі населені пункти:
| Населений пункт         | Населення, осіб (2002) | Населення, осіб (2010) |
| ----------------------- | ---------------------- | ---------------------- |
| Александровка, присілок | 131                    | 40                     |
| Булатово, присілок      | 58                     | 53                     |
| Саннинське, село        | 467                    | 383                    |